# Unión Sagrada
La Sagrada Unión (en francés: Union Sacrée) fue una tregua política en Francia por la que la izquierda acordó, durante la Primera Guerra Mundial, no oponerse al gobierno ni convocar huelga alguna. Realizado en nombre del patriotismo, se oponía al compromiso hecho por la Sección Francesa de la Internacional de los Trabajadores (SFIO) y su antiguo líder Jean Jaurès, de no entrar en ninguna "guerra burguesa". Aunque una parte importante del movimiento socialista se adhirió a la Unión Sagrada, algunos sindicalistas como Pierre Monatte se opusieron.
El 3 de agosto de 1914, Alemania declaró la guerra a Francia. Al día siguiente, el Primer Ministro francés, René Viviani, leyó un discurso escrito por el Presidente de la República, Raymond Poincaré :

«Dans la guerre qui s'engage, la France […] sera héroïquement défendue par tous ses fils, dont rien ne brisera devant l'ennemi l'union sacrée»

("En la próxima guerra, Francia será defendida heroicamente por todos sus hijos, cuya sagrada unión no se romperá ante el enemigo").

Este movimiento político ha sido considerado un intento de solidimentar la solidaridad durante una época en la que la SFIO, en gran parte pacifista, amenazaba con una huelga general, mientras que muchos católicos franceses se sentían despreciados por una ley de 1905 que separaba la Iglesia y el Estado. Los elementos nacionalistas, la propaganda antialemana y el deseo de recuperar el antiguo territorio francés de Alsacia y Lorena dieron un mayor impulso al movimiento.